# Ньюкасл-апон-Тайн
Ньюка́сл-апо́н-Тайн (англ. Newcastle upon Tyne), сокращённо — Ньюка́сл (местное произношение: о файле/njuːˈkæsəl/) — индустриальный город (сити), на побережье Северо-Восточной Англии. Административный центр церемониального графства Тайн-энд-Уир. В прошлом был административным центром графства Нортамберленд. Расположен вдоль левого берега реки Тайн, чуть выше её впадения в Северное море.
Город был основан римлянами под названием Понс-Элиус. В Средневековье город носил латинское название «Novum Castellum» (с лат. — «Новый замок»).
Городская агломерация Тайнсайд, в которую, кроме Ньюкасла, входят города Гейтсхед, Хебберн, Джарроу, Норт-Шилдс и Саут-Шилдс, находится по числу населения на седьмом месте в Англии.
Уроженцев Ньюкасла называют «джорди», для их речи характерен свой особый диалект британского английского.

## Экономика

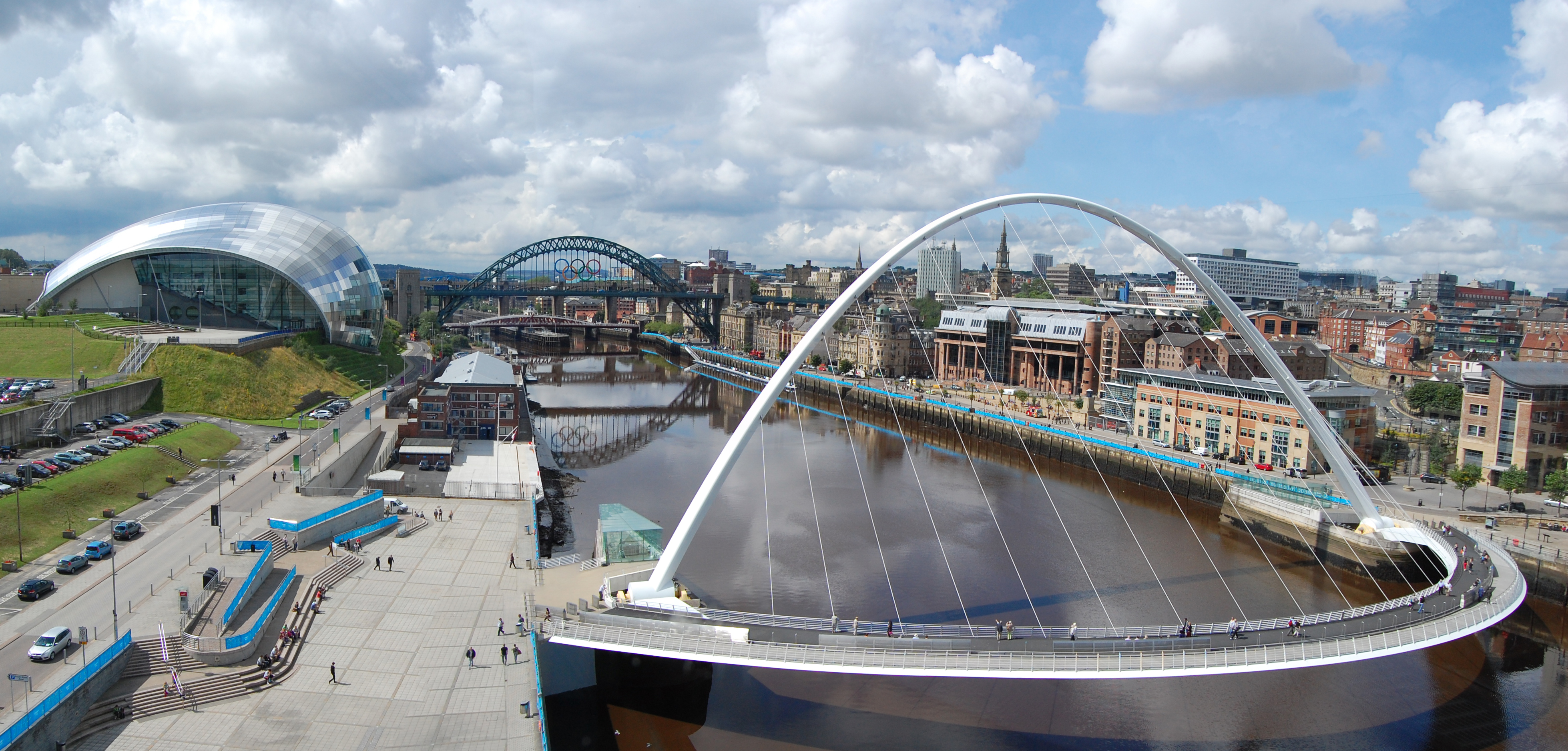
Мосты «Миллениум» и Тайн-Бридж в центре города

Ньюкасл сыграл очень большую роль в английской промышленной революции XIX века и был лидером по добыче угля. Аналогом русской поговорки «в Тулу со своим самоваром» в английском языке является «в Ньюкасл со своим углём».
Производство в тяжёлой промышленности снизилось ко второй половине XX века. В наше время в Ньюкасле превалирует производство товаров для офиса и торговых точек. Город также признан за свою приверженность к решению экологических проблем, с программой, которую планируют осуществить как первый город Carbon Neutral.
Ньюкасл является коммерческим и образовательным городом в партнёрстве с Гейтсхэдом (Gateshead), направленным на северо-восток Англии.
Как часть Тайнсайда, экономика Ньюкасла способствуют поступлению в бюджет около 13 млрд фунтов стерлингов. Центральный деловой район находится в центре города, ограниченная Сенной, Центрального железнодорожного вокзала и набережной областях.
Через город проходит шоссе A1.

### Промышленность
Транспортный узел, порт на реке Тайн, близ её впадения в Северное море. Из отраслей промышленности представлены судостроение и судоремонтная электротехническая промышленность, котло- и турбостроение, производство судовых двигателей, горно-шахтного и другого оборудования.

### Розничная торговля
Основные маркеты находятся в центре и близлежащих районах. Самый большой из них — Торговый центр площади Элдон. В настоящее время это самый большой торговый комплекс в Великобритании. Он включает в себя первый и самый большой универмаг — «Феник» (Fenwick), а также один из самых больших универмагов «Маркс и Спенсер» (Marks and Spencer), находящихся за пределами Лондона. Флагманский магазин «Дебенхэм» (Debenham), как и магазин «Джон Льюис» (John Lewis) в народе известны как «Bainbridges». Как «Bainbridges» эти магазины, возможно, являются одними из самых ранних.
Площадь Элдон в настоящее время проходит полную реконструкцию. Заменены старые автовокзалы на новые. Обновлённый автовокзал был официально открыт в марте 2007 года.
Основная торговая улица Ньюкасла — Нортумберланд (Northumberland Street). В докладе от 2004 года она была самой дорогой улицей для аренды в Соединённом Королевстве после Лондона. Близ Ньюкасла расположен самый большой торговый центр Европы — Метроцентр (MetroCentre), находящийся в Гейтсхеде (Gateshead).

## Население
| 255 362 | ↘ 247 710 | ↗ 268 064 | ↗ 281 842 |

Этно-расовый состав города
По результатам переписи населения Соединённого королевства в 2011 году:
- Белые — 85,50 % (британцы — 81,93 %, ирландцы — 0,71 %, другие белые — 2,86 %)
- Выходцы из Азии — 10,60 % (пакистанцы — 2,27 %, китайцы — 2,15 %, индийцы — 1,81 %, бенгальцы — 1,67 %, арабы — 0,93 %, другие азиаты — 1,76 %)
- Чёрные — 1,84 % (афробританцы — 1,66 %, чёрные карибцы — 0,08 %, другие чёрные — 0,10 %)
- Метисы — 1,53 % (белые и азиаты — 0,57 %, белые и чёрные — 0,31 %, белые и чёрные карибцы — 0,30 %, другие метисы — 0,35 %)
- Другие и не указавшие — 0,53 %.

Религиозный состав
Статистические данные по религии на 2011 год, в городе Ньюкасл-апон-Тайн и в общем в графстве Тайн-энд-Уир:
| Религия                           | Ньюкасл-апон-Тайн | Тайн-энд-Уир |
| --------------------------------- | ----------------- | ------------ |
| Христиане                         | 56,44 %           | 65,00 %      |
| Мусульмане                        | 6,27 %            | 2,50 %       |
| Индусы                            | 1,12 %            | 0,45 %       |
| Буддисты                          | 0,61 %            | 0,30 %       |
| Сикхи                             | 0,44 %            | 0,29 %       |
| Иудеи                             | 0,24 %            | 0,35 %       |
| Другие                            | 0,27 %            | 0,24 %       |
| Не указавшие определённую религию | 6,29 %            | 5,97 %       |
| Нерелигиозные                     | 28,32 %           | 24,90 %      |

## Образование
За городом укрепилась слава студенческого, поскольку два университета (Ньюкаслский университет и Нортумбрийский университет) и всемирно известный колледж привлекают сюда большое количество учащейся молодежи. Ньюкаслский колледж — крупнейшее учебное заведение с официально признанной репутацией государственного колледжа № 1 в Великобритании. Колледж основан в 1956 году и принимает студентов из более 40 стран мира. Общее число студентов около 40 000, а студентов дневной формы обучения — 5 000. Готовит специалистов по самым разным направлениям — искусство и дизайн, здравоохранение, управление гостиничным бизнесом, вычислительная техника, музыка и исполнительное искусство и др.

## Культура и досуг
- В Ньюкасле множество картинных галерей, театров, в том числе Театр Ройял[8].
- Средневековый замок Ньюкасл (исторический музей) открыт для посетителей.
- Всемирно известный мост Миллениум тоже находится в Ньюкасле.
- Любители шопинга будут приятно порадованы одним из крупнейших торговых центров Европы, расположенным в центре Ньюкасла на Элдон Сквер.
- 28 января 1859 года в Ньюкасле была проведена первая выставка английских сеттеров.
- В центре города находится памятник графу Чарлзу Грею, 26-му премьер-министру Великобритании.

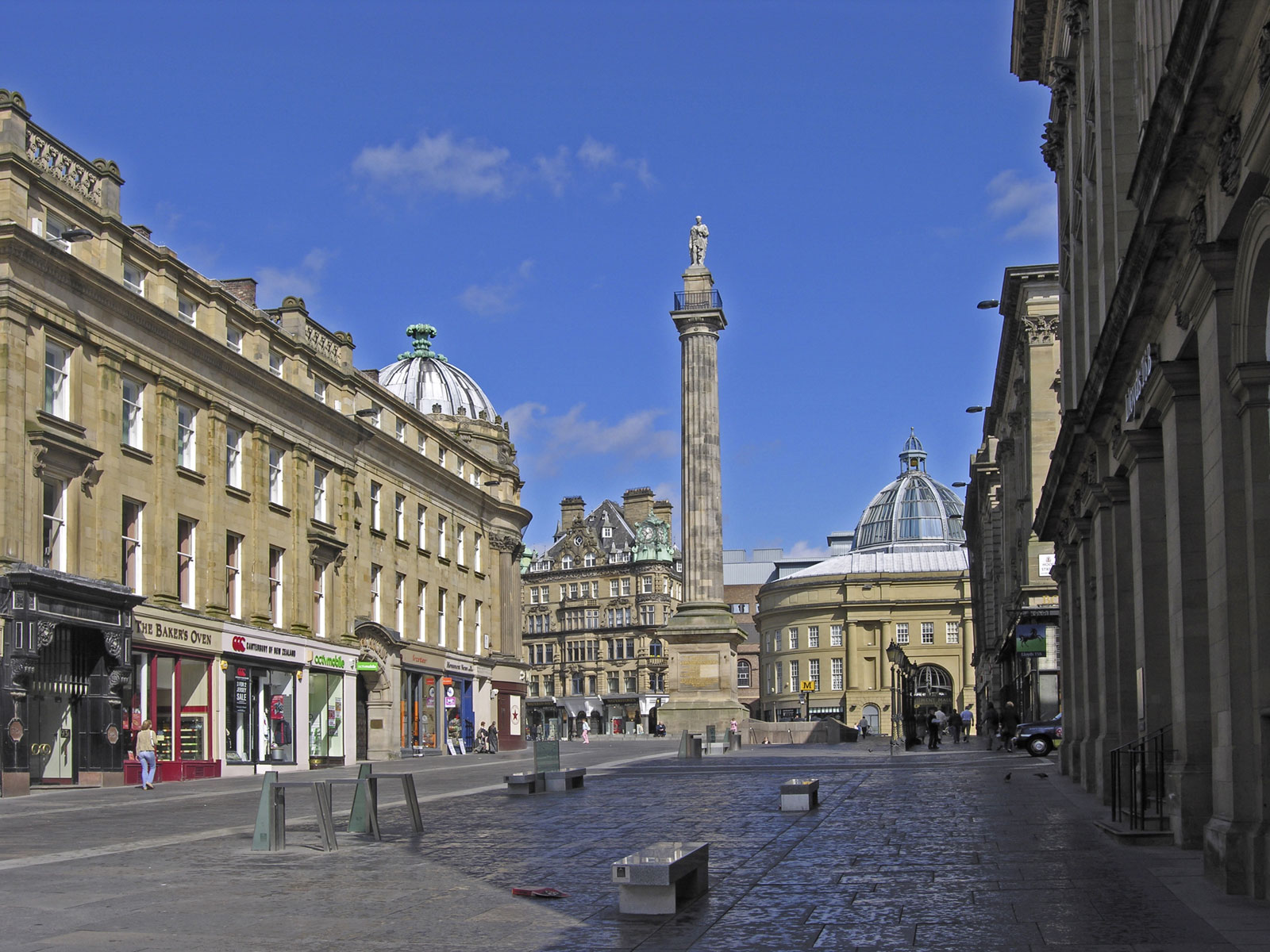
Памятник графу Чарлзу Грею

- В Ньюкасле образовалась известная рок группа Dire Straits

## Городской совет
Власть в Ньюкасле осуществляется при помощи мэра, избираемого из числа членов городского совета. Основной массой советников являются представители партии лейбористов.

## Религия
В Ньюкасле есть два собора: англиканский собор Святого Николая, с изящной фонарь-башней и католический собор Святой Марии, который спроектировал Огастес Уэлби Пьюджин. Они начали своё существование как приходские церкви. Собор Святой Марии стал собором в 1850 году, а собор Святого Николая — в 1882 году.
Одна из самых больших англиканских евангельских церквей в Соединённом Королевстве также находится в Ньюкасле — приходская церковь Джесмонд, расположенная немного севернее городского центра.

## Диалект
Диалект жителей Ньюкасла называется «джорди» (geordie) и отличается большим количеством заимствованных слов, непонятных жителям других регионов Соединённого Королевства, и необычным произношением. Диалект джорди имеет англосаксонские, скандинавские, а также кельтские корни. Из всех британских диалектов (включая австралийский) он больше всех не похож на современный английский. В Ньюкасле можно купить англо-джорди-словарь, есть также онлайн-версии словаря.
Примеры диалектного произношения слов жителей Ньюкасла: «dead» («дэд» — «мёртвый»), «cow» («кау» — «корова»), «house» («хаус» — «дом») и «strong» («строн» — «сильный») произносятся как «deed» («диид» — «мёртвый»), «coo» («ку» — «корова»), «hoos» («хус» — «дом») и «strang» (стрэн — сильный). Во всех этих примерах произношение сходно с произношением соответствующих слов в диалекте англосаксов. Также к словам джорди с англосаксонским происхождением относятся «larn» (из англосаксонского «laeran», означает «teach» — «учить»), «burn» («stream» — «поток»), «gan» («go» — «идти») и т. д.

### Отдых
Ньюкасл имеет репутацию весёлого города, который любит и умеет отдыхать. Местом ночного отдыха Ньюкасл стал после быстрого роста популярности двух тематических вечеринок: мальчишника и девичника. Ньюкасл входит в пятёрку лучших мест для ночного отдыха. А в некоторых гидах и книгах для туристов Ньюкасл рекомендуют как лучшее место для ночного отдыха.

## Спорт
Город является родиной всемирно известного футбольного клуба «Ньюкасл Юнайтед», который является единственным представителем Ньюкасла в профессиональном футболе. Является четырехкратным чемпионом Англии, обладателем Кубка Ярмарок 1969 года, а также множества других почётных титулов. Играет на стадионе «Сент-Джеймс Парк», четвертом по величине в Англии.

## Города-побратимы
Ньюкасл-апон-Тайн является городом-побратимом следующих городов:
- Атланта, США
- Берген, Норвегия
- Гельзенкирхен, Германия
- Гронинген, Нидерланды
- Хайфа, Израиль
- Мальмё, Швеция
- Нанси, Франция
- Ньюкасл, Австралия
- Ибарра, Эквадор

## Ньюкасл в кино
- «Убрать Картера» — детектив, драма 1971 года.
- «Секс в небольшом городе» — романтическая комедия 2004 года.
- «Гол!» — спортивная драма 2005 года.
- «Шалава» — триллер 2011 года.

## Известные уроженцы
Родившиеся в Ньюкасл-апон-Тайне